# District de Yichun
Le district de Yichun (伊春区 ; pinyin : Yīchūn Qū) est une subdivision administrative de la province du Heilongjiang en Chine. Il est placé sous la juridiction de la ville-préfecture de Yichun.